# 27 novembre 1979
Le mardi 27 novembre 1979 est le 331e jour de l'année 1979.

## Naissances
- Aleksandar Vasoski, footballeur macédonien
- Alix Poisson, actrice française
- Brendan Haywood, joueur américain de basket-ball
- Deniss Kačanovs, joueur de football letton
- Eero Heinonen, bassiste finlandais
- Fabien Henry, marin
- Ghalem Fertoul, footballeur algérien
- Guto Requena, architecte brésilien
- Hellsystem, DJ italien
- Hilary Hahn, violoniste américaine
- Lise Karlsnes, chanteuse norvégienne
- Radoslav Kováč, footballeur tchèque
- Ricky Carmichael, pilote américain de moto-cross
- Romain Iannetta, pilote et cascadeur automobile français
- Teemu Tainio, footballeur finlandais

## Décès
- Francesco Menzio (né le 3 avril 1899), peintre italien
- Henri Heim de Balsac (né en 1899), zoologiste français
- Jerome Cavanagh (né le 16 juin 1928), politicien américain
- Walter Dietrich (né le 24 décembre 1902), joueur de football suisse

## Événements
- Sortie du film érotique italien L'Infirmière du régiment
- Création de la municipalité de Paradise en Californie